# 高砂市立高砂中学校
高砂市立高砂中学校（たかさごしりつ たかさごちゅうがっこう）は、兵庫県高砂市高砂町大工町にある公立中学校。

## 教育目標
- 志を持ち、その実現に努力し、だれもが安心できる学校
  - 「自主」
  - 「友愛」
  - 「創造」

## 沿革
- 1947年5月 - 高砂町立高砂中学校開校。
- 1954年7月 - 高砂市発足により、高砂市立高砂中学校と改称
- 1996年12月 - 創立50周年記念式典挙行
- 2001年4月 - 高砂市社会福祉協議会指定「福祉教育の研究」推進
- 2004年11月 - 高砂市教育委員会指定「人権教育」研究発表
- 2014年4月 - 高砂小学校と小中一貫教育開始[1]
- 2024年4月　兵庫県教育委員会「教育データ活用事業」指定校
- 2025年1月　「まちがく未来高砂くらぶ」（高砂中学校学校運営協議会）「地方教育行政の組織及び運営に関する法律」（第47条の5）に適応した組織に移行
- 2025年4月　文部科学省 リーディングDXスクール認定校

## 校区
高砂市
- 高砂町
- 西畑1－4丁目

## 進学前小学校
- 高砂市立高砂小学校

## 校区内の主な施設
- 山陽電鉄高砂駅
- 高砂こども園
- 高砂市立高砂小学校
- 兵庫県立高砂高等学校
- 兵庫県立高砂南高等学校
- 兵庫県立高砂海浜公園
- 市立高砂公園
- カネカ高砂工業所
- 三菱製紙高砂工場
- 高砂市民プール
- 高砂市文化会館
- 高砂神社
- 十輪寺
- 工楽松右衛門旧宅

## 部活動

### 運動部
- 野球部
- 陸上競技部
- ハンドボール部
- ソフトテニス部
- 女子卓球部
- 剣道部

### 文化部
- 吹奏楽部

- 茶華道部

## 出身者
- 岡島晃佑　(お笑いタレント・アンドロイド)
- こじまいづみ (歌手・花*花)

## 通学区域が隣接している学校
- 高砂市立荒井中学校
- 加古川市立加古川中学校 (加古川を挟む)
- 加古川市立浜の宮中学校 (加古川を挟む)